# NGC 4857
NGC 4857 (również PGC 44284 lub UGC 8077) – galaktyka spiralna z poprzeczką (SBb), znajdująca się w gwiazdozbiorze Smoka. Odkrył ją William Herschel 7 kwietnia 1793 roku.